# دریادار
دریادار درجه‌ای‌ برای افسران نیروی دریایی و هم‌سنگ سرتیپ در نیروی زمینی ایران است.
دریادار معادل کومدر (Commodore) در نیروی دریایی بریتانیا، Rear Admiral Lower Half در نیروی دریایی ایالات متحده، Counter Admiral در نیروی دریایی فرانسه و Контр-адмирал در نیروی دریایی روسیه است. در نیروی مصر عمید بحری و در نیروهای دریایی بلژیک، بلغارستان، دانمارک، آلمان، فنلاند و سوئد Flottillenadmiral معادل این درجه است.
| درجه‌های ارتش ایران | درجه‌های ارتش ایران | درجه‌های ارتش ایران |
| نیروها             | نیروها             | نیروها             |
| زمینی و هوایی      | دریایی             |                    |
| ------------------ | ------------------ | ------------------ |
| ارتشبد             | دریابد             |                    |
| سپهبد              | دریاسالار          |                    |
| سرلشکر             | دریابان            |                    |
| سرتیپ              | دریادار            |                    |
| سرتیپ دوم          | دریادار دوم        |                    |
| سرهنگ              | ناخدا یکم          |                    |
| سرهنگ دوم          | ناخدا دوم          |                    |
| سرگرد              | ناخدا سوم          |                    |
| سروان              | ناوسروان           |                    |
| ستوان ۳، ۲ و ۱     | ناوبان ۳، ۲ و ۱    |                    |
| استوار ۲ و ۱       | ناواستوار ۲ و ۱    | ناواستوار ۲ و ۱    |
| گروهبان ۳، ۲ و ۱   | مهناوی ۳، ۲ و ۱    | مهناوی ۳، ۲ و ۱    |
| سرجوخه             | سرناوی             | سرناوی             |
| سرباز ۲ و ۱        | ناوی ۲ و ۱         | ناوی ۲ و ۱         |
| سرباز              | ناوی               | ناوی               |

## نگارخانه

استرالیا
مصر
یونان
پرتغال
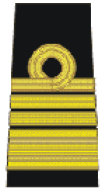
رومانی
انگلستان
ایالات متحده آمریکا